# Lozère kantonjai

Lozère megye kerületei és kantonjai

Lozère megye közigazgatásilag 2 kerületre (arrondissement), 25 kantonra (canton), valamint 185 községre (commune) oszlik.
Valamennyi kanton egy-egy képviselőt küld a megyei közgyűlésbe (conseil général). A közgyűlés jelenlegi elnöke (2004 óta) Le Massegros kanton képviselője, Jean-Paul Pourqier.

## Floraci kerület (7 kanton)
| Kanton                    | Községek száma | Terület (km²) | Népesség (2010) | Népsűrűség (1999, fő/km²) |
| ------------------------- | -------------- | ------------- | --------------- | ------------------------- |
| Barre-des-Cévennes        | 8              | 201,11        | 1185            | 5,5                       |
| Florac                    | 9              | 293,12        | 4086            | 13                        |
| Le Massegros              | 5              | 159,09        | 921             | 5,4                       |
| Meyrueis                  | 6              | 283,74        | 1391            | 4,9                       |
| Le Pont-de-Montvert       | 6              | 226,58        | 1271            | 5,2                       |
| Sainte-Enimie             | 5              | 241,71        | 1267            | 4,6                       |
| Saint-Germain-de-Calberte | 11             | 235,53        | 3064            | 13                        |
| Floraci kerület           | 50             | 1687          | 13 185          | 7,4                       |

## Mende-i kerület (18 kanton)
| Kanton                    | Községek száma | Terület (km²) | Népesség (2010) | Népsűrűség (1999, fő/km²) |
| ------------------------- | -------------- | ------------- | --------------- | ------------------------- |
| Aumont-Aubrac             | 6              | 153,30        | 2368            | 14                        |
| Le Bleymard               | 12             | 301,90        | 1804            | 5,9                       |
| La Canourgue              | 6              | 198,96        | 3402            | 16                        |
| Chanac                    | 5              | 128,15        | 2661            | 17                        |
| Châteauneuf-de-Randon     | 8              | 243,17        | 1666            | 6,7                       |
| Fournels                  | 10             | 172,49        | 1399            | 7,7                       |
| Grandrieu                 | 7              | 220,77        | 1814            | 8,6                       |
| Langogne                  | 9              | 209,42        | 4539            | 21                        |
| Le Malzieu-Ville          | 9              | 160,85        | 2480            | 14                        |
| Marvejols                 | 11             | 211,39        | 7794            | 38                        |
| Mende-Nord                | 4+1/2          | 140,72        | 9150            | 60                        |
| Mende-Sud                 | 5+1/2          | 173,47        | 7450            | 41                        |
| Nasbinals                 | 6              | 194,82        | 1205            | 6,5                       |
| Saint-Alban-sur-Limagnole | 5              | 142,37        | 2155            | 16                        |
| Saint-Amans               | 10             | 269,59        | 2106            | 7,0                       |
| Saint-Chély-d’Apcher      | 7              | 161,05        | 6802            | 40                        |
| Saint-Germain-du-Teil     | 7              | 178,83        | 3349            | 17                        |
| Villefort                 | 7              | 218,27        | 1753            | 7,6                       |
| Mende-i kerület           | 135            | 3479          | 63 897          | 18                        |

## Lásd még
- Lozère megye községei
- Lozère megye településtársulásai